# Rathcroghan

Eine Vogelperspektive einer frühmittelalterlichen óenach (Versammlung) in Rathcroghan, von JG O'Donoghue. Bild bereitgestellt vom Rathcroghan Visitor Center

Rathcroghan (irisch Ráth Cruachan – „Das Ringfort von Cruachain“, von altirisch rá[i]th [raːθ] – „Ringwall“) ist eine archäologische Stätte im County Roscommon in Irland.

## Mythologie
- siehe Cruachain

Rathcroghan wird in den Dindsenchas („Erklärung der Ortsnamen“) als der ehemalige Königssitz von Connacht, einer der vier bzw. fünf ursprünglichen Provinzen des Landes, genannt. Der Name leitet sich von Crochen, einer Sidhe (Fee) und Dienerin Étaíns, her. Sie soll dann die Mutter Medbs geworden sein.
Nach der Irischen Mythologie war in Cruachain die Burg des Königspaares Ailill mac Máta und Medb, die in den Erzählungen Echtrae Nerai („Neras Abenteuer“) und Táin Bó Cuailnge („Der Rinderraub von Cooley“) eine wichtige Rolle spielt.
Zu Samhain (1. November) kommen aus den Hügelgräbern und Erdspalten um Rathcroghan die Bewohner der Anderen Welt heraus, wie es in Echtrae Nerai und auch in Fled Bricrenn („Bricrius Fest“) geschildert wird. Deshalb ist Rathcroghan einer der Orte, die als Lokalisierungen der Anderen Welt angesehen werden.

## Die archäologischen Fundstätten
Die Zuweisung als Königsburg von Connacht ist nicht unumstritten, die Bedeutung des Ortes als Ansammlung jungsteinzeitlicher und bronzezeitlicher Grabstätten und Zusammenkunft für rituelle Zeremonien (oenach) ist gesichert.

### Rathcroghan Mound

Der künstliche Hügel hat an der Basis einen Durchmesser von 90 m und eine Höhe von 6 m und wurde als Grabhügel über einem natürlichen Schottergrat angelegt. Auf einer ursprünglichen Anlage aus zwei Steinringen entstanden große Bauten, die als Königsburg Cruachain aus den Mythen angesehen wird.

### Rathmore
Im Nordwesten von Rathcroghan Mound befindet sich eine Anlage, Rathmore (An Ráth Mór, „Großes Ringfort“) genannt. Der Durchmesser des fast kreisrunden Geländes beträgt 30 m, es ist von einem Erdwall mit Graben umgeben. Ein Herrschersitz aus der ersten Hälfte des 1. Jahrhunderts v. Chr. wird hier angenommen.

### Ráth na dTarbh
Im Westen des Rathcroghan Mound im Townland Glenballythomas liegt Ráth na dTarbh oder Ráth na tDarbh(„Ringfort der Stiere“), anglisiert Rathnadarve, ebenso angelegt wie Rathmore. Es hat einen Durchmesser von etwa 85 Metern und besteht aus einem niedrigen Hügel, der von einem etwa 2,0 Meter hohen Wall und einem tiefen Graben umgeben ist. Hier sollen die beiden berühmten Stiere Donn Cuailnge und Findbennach ihren Endkampf ausgetragen haben.

Uaigh na gCat

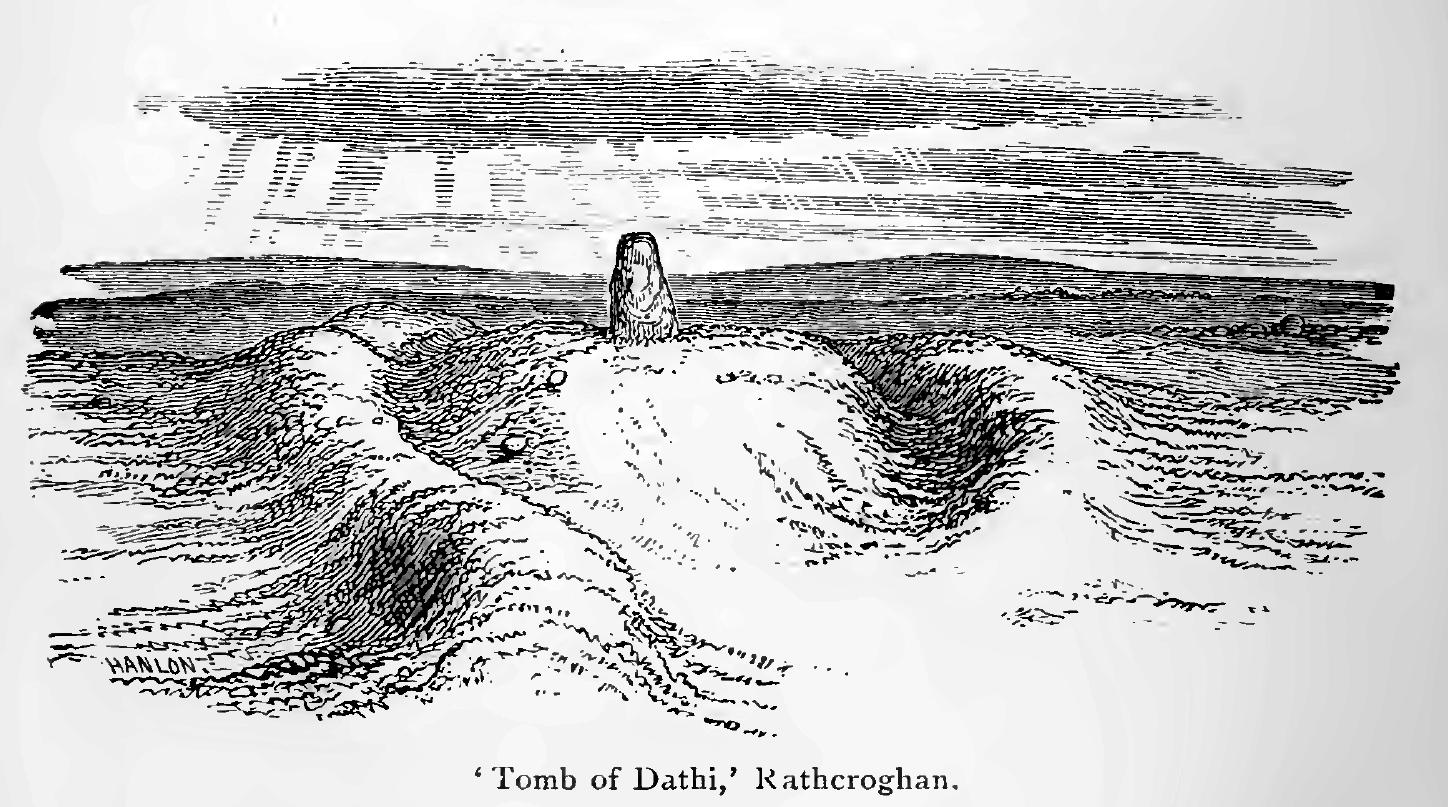
Dathi’s Mound, Zeichnung (1903) aus Wakeman’s handbook of Irish antiquities

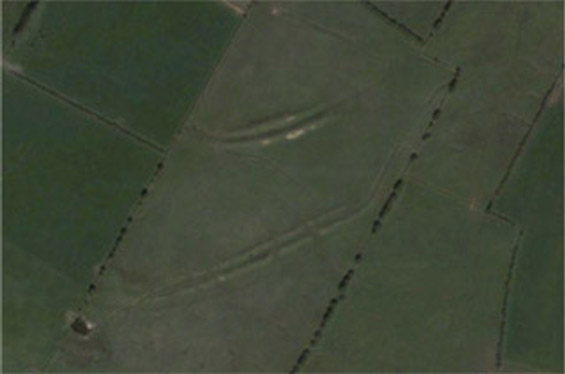
The Mucklaghs

### Reilig na Rí
Der Rath von Relignaree auch Reilig na Rí (deutsch „Grabstätte der Könige“) anglisiert Relignaree, im Süden des Rathcroghan Mound, ist ebenfalls eine Ringanlage, allerdings mit einem Durchmesser von 100 m und einem Steinwall. Dieser umschließt einen Innenwall, ein Souterrain und einige Steinhütten.

### Uaigh na gCat
Die Uaigh na gCat („Höhle der Katzen“), (anglisiert Oweynagat genannt), 60 m im Südwesten von Rathcroghan Mound, liegt im Townland „Glenballythomas“. Es handelt sich um ein Souterrain, das Birkhan bei seinem Besuch 1995 als schwer zugängliche, völlig verwahrloste und verunreinigte Höhle mit zwei Haupteingängen (einer verschüttet) und einem Nebeneingang beschreibt. Bei Souterrains wird zwischen „earth-cut“, „rock-cut“, „mixed“, „stone built“ und „wooden“ (z. B. Coolcran, County Fermanagh) Souterrains unterschieden. Uaigh na gCat soll einer der wichtigsten Zugänge in die Andere Welt sein. Birkhan sah hier eine Steindecke, in der auf einem Oghamstein am Zugang der Name des mythischen Helden Froech zu lesen sein soll (VRAICCI MAQI MEDVII, interpretiert als „Froech, Sohn von Medb“). Ein zweiter Oghamstein ist im gleichen Souterrain.
Das Souterrain endet in einer großen natürlichen Höhle, die nach dem Mythos eine Verbindung mit den Höhlen von Kesh im County Sligo hat. Die Höhle war Heimat vieler mythologischen Kreaturen. The Ellen Trechen war ein dreiköpfiges Monster, das aus der Höhle stammt und das Land verwüstete, bis es vom Helden Amergin getötet wurde. Rote Vögel und Schweine entstammen der Höhle. Die Morrigan soll jeden Samhain (Halloween) in der Höhle entstehen. Sie steht begleitet von anderen Fabelwesen auf einem Wagen, der von einem einbeinigen Pferd gezogen wird.
Graffiti von Douglas Hyde, dem erste Präsidenten von Irland sind auf der Höhlenwand zu sehen.

### Dathi’s Mound
Gleich neben Uaigh na gCat befindet sich Dathi’s Mound, angeblich die Grabstätte Dathis, des letzten heidnischen Höchkönigs von Irland. Archäologen haben allerdings weder ein Grab gefunden, noch passt die Zeit des Baues (200 v. Chr. bis 200 n. Chr.) zu Dathis Lebensdaten. Der umgebende Erdwall hat einen Durchmesser von ungefähr 40 m.

### The Mucklaghs
The Mucklaghs (Na Muclaigh, „die Schweineställe“) besteht aus zwei parallel verlaufenden Erdwällen von durchschnittlich 6 m Höhe. Die Legende berichtet von einem mythischen Wildschwein, welches sie aufgehäuft haben soll, es wird jedoch ein Pferch für Opfertiere vermutet, wie er auch an anderen Plätzen in Irland und Britannien in der Nähe von Sakralstätten gefunden wurde.

### Weitere Anlagen
Rathbeg (An Ráth Beag) ist ein Mound (künstlicher Hügel) mit Umwallung. Misguan Medb ist ein umgestürzter Stein beim Rathcroghan Mound. Die Ancient Avenue vermutlich eine Zeremonienstraße von 15 m Breite, Cashelmanannan eine Steinumwallung von 64 m Durchmesser und 1,5 m Höhe.